# デ・ウエスタン・セラピテクス研究所
株式会社デ・ウエスタン・セラピテクス研究所 （デ・ウエスタン・セラピテクスけんきゅうじょ、英: D. WESTERN THERAPEUTICS INSTITUTE INC.）は、愛知県名古屋市中区に本社を置き創薬事業を行うバイオベンチャーである。

## 概要
1999年（平成11年）に設立されたバイオベンチャーでプロテインキナーゼ阻害剤の開発技術を元に創薬事業を行っている。創業者は同社の代表取締役会長でデューク大学客員教授・医学博士の日高弘義。日高は大塚製薬など三社から産学協同制度で禁止されている個人報酬2億5600万円を受け取り、1998年に収賄容疑で逮捕起訴され、懲役2年、執行猶予5年、追徴金2億5600万円の有罪判决を受けている。
社名の由来は同社が保有する特許技術のドラッグ・ウエスタン法にちなむ。
2002年から、緑内障治療薬としてROCK阻害剤の研究を始め、2014年9月26日、商品名「グラナテック点眼液0.4％」として製造販売が承認が承認される。

## 沿革
- 1999年（平成11年）2月26日 - 「有限会社デ・ウエスタン・セラピテクス研究所」として設立[1]。
- 2004年（平成16年）11月 - 株式会社へ組織変更。「株式会社デ・ウエスタン・セラピテクス研究所」となる[1]。
- 2006年（平成18年）12月 - 三重大学と共同研究契約をし、臨床創薬研究学講座を開設[1]。
- 2009年（平成21年）10月23日 - ジャスダックNEO（現 東京証券取引所 ジャスダック）へ株式上場[1]。
- 2010年（平成22年）10月12日 - ヘラクレスとジャスダックが市場統合し、JASDAQグロースへ移行。
- 2015年（平成27年）11月 - ロート製薬との共同出資により日本革新創薬株式会社を連結子会社化[1][5]。
- 2017年（平成29年）4月30日 - 株式会社ヘリオスよりBBG250を含有する眼科手術補助剤にかかる事業を譲受（予定）[6]。
- 2018年（平成30年）8月 - 米国Glaukos Corporationと緑内障治療製品における共同研究並びにライセンス契約を締結。
- 2019年（平成31年）2月 - わかもと製薬株式会社と眼科手術補助剤（DW-1002）の日本の白内障手術を対象としたライセンス契約（覚書）を締結。
- 2019年（令和元年）12月 - ロート製薬株式会社と眼科用治療剤（DW-1001）におけるライセンス契約を締結。
- 2020年（令和2年）4月 - 株式会社メドレックスと神経疼痛治療薬（DW-5LBT）の共同開発契約締結。
- 2022年4月4日 - 東京証券取引所グロースへ移行。

## 事業所
- 本社（愛知県名古屋市中区）
- 産学官連携講座（三重県津市、三重大学医学部臨床創薬研究学講座内）